# Clarens
Clarens é uma comuna francesa na região administrativa de Occitânia, no departamento dos Altos Pirenéus. Estende-se por uma área de 11,3 km². Em 2010 a comuna tinha 522 habitantes (densidade: 46,2 hab./km²).